# جان هورگان
جان جوزف هورگان (به انگلیسی: John Joseph Horgan؛ زاده ۷ اوت ۱۹۵۹ ‏(۶۵ سال)) یک سیاستمدار کانادایی است که از سال ۲۰۱۷ به عنوان نخست‌وزیر فعلی و ۳۶مین نخست‌وزیر استان بریتیش کلمبیا در کانادا فعالیت می‌کند. وی از سال ۲۰۱۴ رهبر حزب دموکراتیک جدید بریتیش کلمبیا (NDP) و از سال ۲۰۰۵ عضو مجلس قانونگذاری (MLA) از حوزه انتخابیه لانگفورد-خوان دو فوکا و حومه آن است.
در ژانویه ۲۰۱۱، وی نامزدی خود را برای رهبری حزب دموکراتیک جدید بریتیش کلمبیا (NDP) اعلام کرد و سوم شد. او پس از انتخابات به عنوان منتقد رسمی و مخالف سیاست‌های انرژی به عنوان رهبر اپوزیسیون منصوب شد. در انتخابات رهبری سال ۲۰۱۴، بروس رالستون به عنوان رهبر اپوزیسیون جایگزین وی شد.
در ۱۷ مارس ۲۰۱۴، جان هورگان نامزدی خود را با شعار «رهبری واقعی برای همه در بریتیش کلمبیا» در انتخابات رهبری اعلام کرد. وی در طول مبارزات انتخاباتی ضمن صحبت از ضرورت برقراری تعادل در نیاز به مشاغل و توسعه منابع، به حمایت از محیط طبیعی بریتیش کلمبیا نیز اشاره می‌کرد. جان هورگان بیش از آن یک بار کاندیدای مقام رهبری ان دی پی بود که در کنوانسیون این حزب که رهبری را انتخاب کرد از آدریان ویکس شکست خورد و به این مقام نرسید. هورگان پس از آن شکست، اعلام کرده بود که دیگر کاندیدای رهبری NDP نخواهد شد، اما پس از اینکه دیکس اعلام کرد از مقام خود استعفاء می‌دهد به تشویق شماری از مقامات و اعضای ارشد NDP بار دیگر کاندیدای رهبری این حزب شد. چندی پس از اینکه هورگان کاندیدایی خود را اعلام کرد، مایک فارن وورث، رقیب اصلی او از کاندیداتوری اش کناره‌گیری کرد. با این ترتیب دبیرکل NDP با انتشار بیانیه ای اعلام کرد که جان هورگان رهبر جدید NDP خواهد بود. موفقیت هورگان در تاریخ ۱ مه ۲۰۱۴ اعلام شد و در ۵ مه ۲۰۱۴ رسماً به عنوان رهبر حزب معرفی شد.

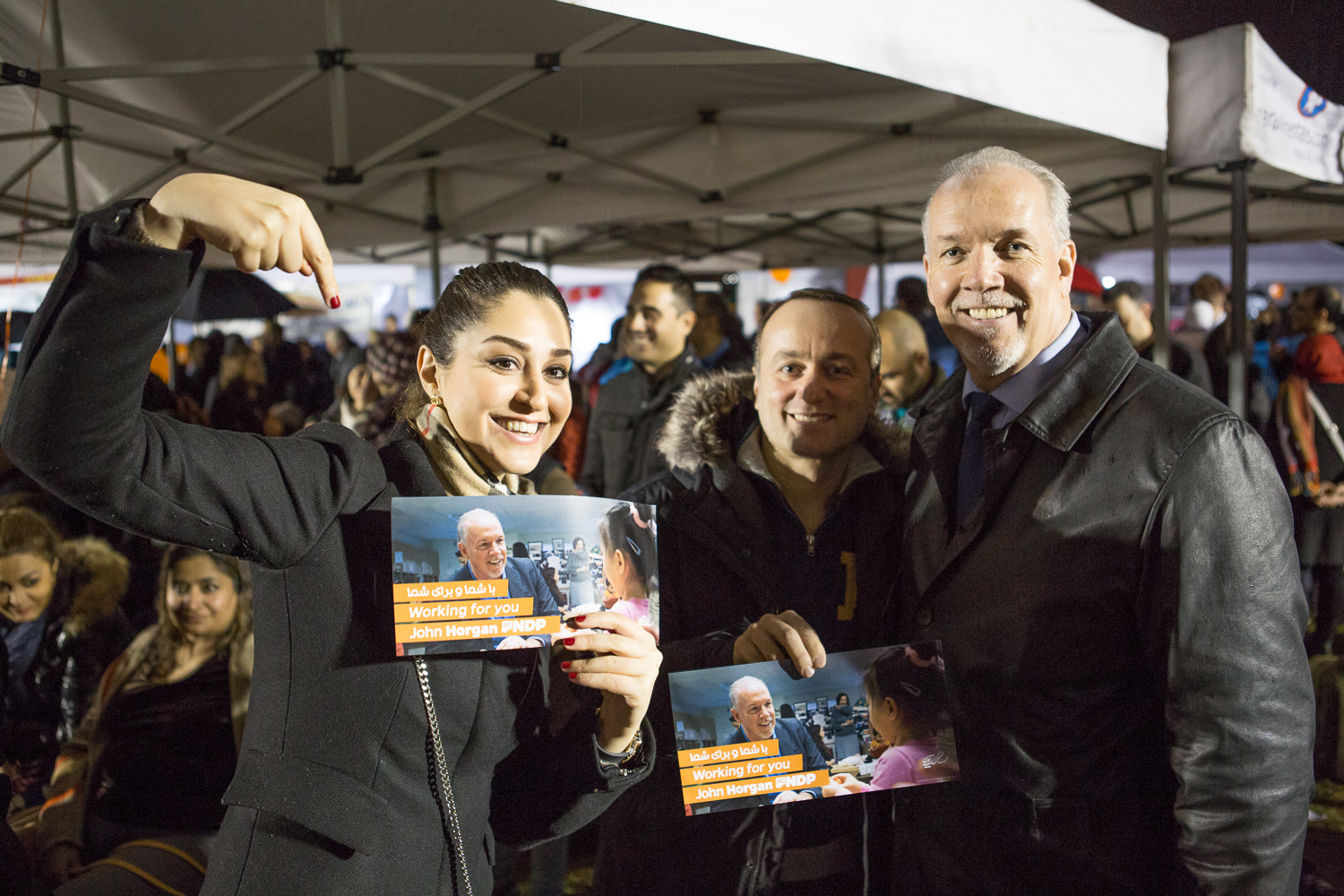
جان هورگان در جشن چهارشنبه سوری ایرانیان، کوکیتلام. بریتیش کلمبیا در ۱۴ مارس ۲۰۱۷

در انتخابات استانی ۲۰۱۷ که در تاریخ ۹ مه ۲۰۱۷ برگزار شد، تعداد کرسی‌های هم‌پیمانان دولت لیبرال کریستی کلارک نخست‌وزیر وقت بریتیش کلمبیا به ۴۳ کاهش یافت که فقط یک کرسی تا دردست گرفتن اکثریت فاصله داشت. در ۲۹ مه ۲۰۱۷، اعلام شد که حزب دموکراتیک ملی و حزب سبز بریتیش کلمبیا به توافق رسیده‌اند که سبزها به مدت چهار سال از یک دولت اقلیت از حزب NDP حمایت کنند. پس از آن، هورگان جانشین کلارک به عنوان نخست‌وزیر بریتیش کلمبیا شد. هورگان نخستین نخست‌وزیر استان بریتیش کلمبیا از حزب NDP از زمان اوججال دوزنج در سال ۲۰۰۱ است.

## زندگی
هورگان در ۷ اوت سال ۱۹۵۹ در ویکتوریا، بریتیش کلمبیا، کانادا به دنیا آمد و در همان‌جا بزرگ شد. او فرزند آلیس می (کلوترباک) و پت هورگان است. هورگان در ۱۸ سالگی پدرش را از دست داد و مادرش او را به همراه سه خواهر و برادرش بزرگ کرد. او برای صرفه جویی و تأمین هزینه‌های دانشگاه چندین جا کار کرد، از جمله در یک کارخانه آسیاب خمیر در شهرک کوچک اوشن فالز در ساحل مرکزی بریتیش کلمبیا.
هورگان در دانشگاه ترنت در پیتربورو ، انتاریو تحصیل کرد و در سال ۱۹۸۳ مدرک بی‌ای را از این دانشگاه به دست آورد. هورگان در سال ۱۹۷۹ در دانشگاه با همسرش الی آشنا شد و این دو در سال ۱۹۸۴ با هم ازدواج کردند. آنها دو پسر دارند. در دهه ۲۰۰۰ تشخیص داده شد که هورگان به سرطان مثانه مبتلا شده‌است.